# Nufenenpass
Der Nufenenpass (italienisch Passo della Novena) ist ein orographisch 2439 m ü. M. hoher Gebirgspass in der Schweiz, der die Kantone Wallis im Westen und Tessin im Osten verbindet sowie die Gotthard-Gruppe im Norden von der Leone-Gruppe im Süden trennt. Über den Sattelpunkt verläuft der Vier-Quellen-Weg, die Passstrasse allerdings etwas weiter nördlich und höher (2478 m ü. M.).

## Geographie
Die ab 1964 gebaute und am 5. September 1969 eröffnete Passstrasse führt von Ulrichen über die auf 2478 m ü. M. gelegene Passhöhe ins Bedrettotal und weiter nach Airolo. Diese Passstrasse ist die höchstgelegene, die komplett innerhalb der Schweiz liegt. Östlich der Passhöhe und der Kantonsgrenze vom Wallis in das Tessin steigt die Strasse nochmals leicht an und erreicht eine Scheitelhöhe von 2480 m ü. M.
Östlich der Passhöhe des Nufenenpasses entspringt der Fluss Tessin, der von der Passstrasse (Hauptstrasse 413) siebenmal überquert wird.
Von der Passhöhe aus bietet sich nach Westen ein weiter Blick auf die Berner Alpen mit dem Finsteraarhorn, nach Südwesten blickt man auf den Griesgletscher und den Nufenenstock.
Der orographisch tiefste Punkt zwischen dem Bedrettotal und dem Oberwallis liegt ca. 500 m südlich des Strassenscheitels auf einer Höhe von 2439 m ü. M. Diese Stelle ist jedoch von Westen her schwierig zu erreichen, weshalb die Passstrasse über die nördlicher gelegene Talflanke angelegt wurde. Gleichwohl führt die Wanderroute hier vorbei.

## Name und Geschichte
Die Namen «Nufenen-Pass» und «Passo della Novena» sind im mittleren 19. Jahrhundert belegt, bezeichneten damals aber einen Fussweg; befahrbar wurde der Pass erst mit der Strasse von 1964.
Der Name Novena ist vermutlich eine Ableitung von novus «neu». Als Name des Dorfes Nufenen im Rheinwald ist der Name im 17. Jahrhundert belegt (als Nufena, romanisch Nueinas). Der italienische Mädchenname «Novena» ist unverwandt und leitet sich von novem «neun» her.
Die Lokomotive HGe 4/4 II 108 der damaligen Furka-Oberalp-Bahn (FO) wurde zu Ehren des Nufenenpasses auf den Namen Novena getauft. Später wurde der Name mit Channel Tunnel überklebt. Die Lokomotive ist im Besitz der Matterhorn-Gotthard-Bahn (MGB), die durch die Fusion der FO und der Brig-Visp-Zermatt-Bahn (BVZ) am 1. Januar 2003 entstand.

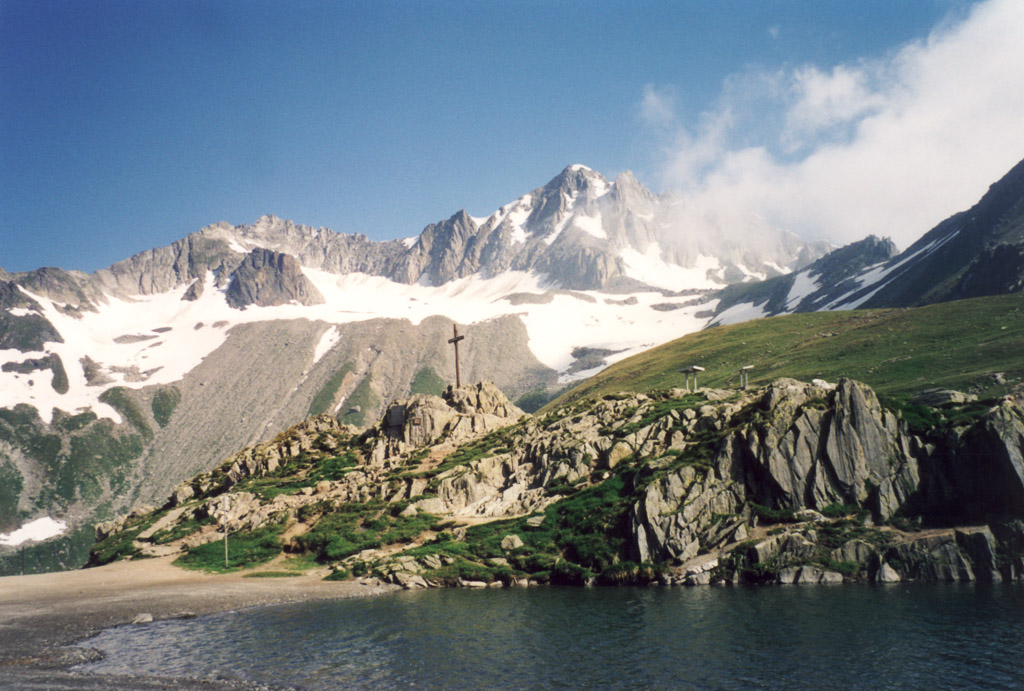
Blick von Süden
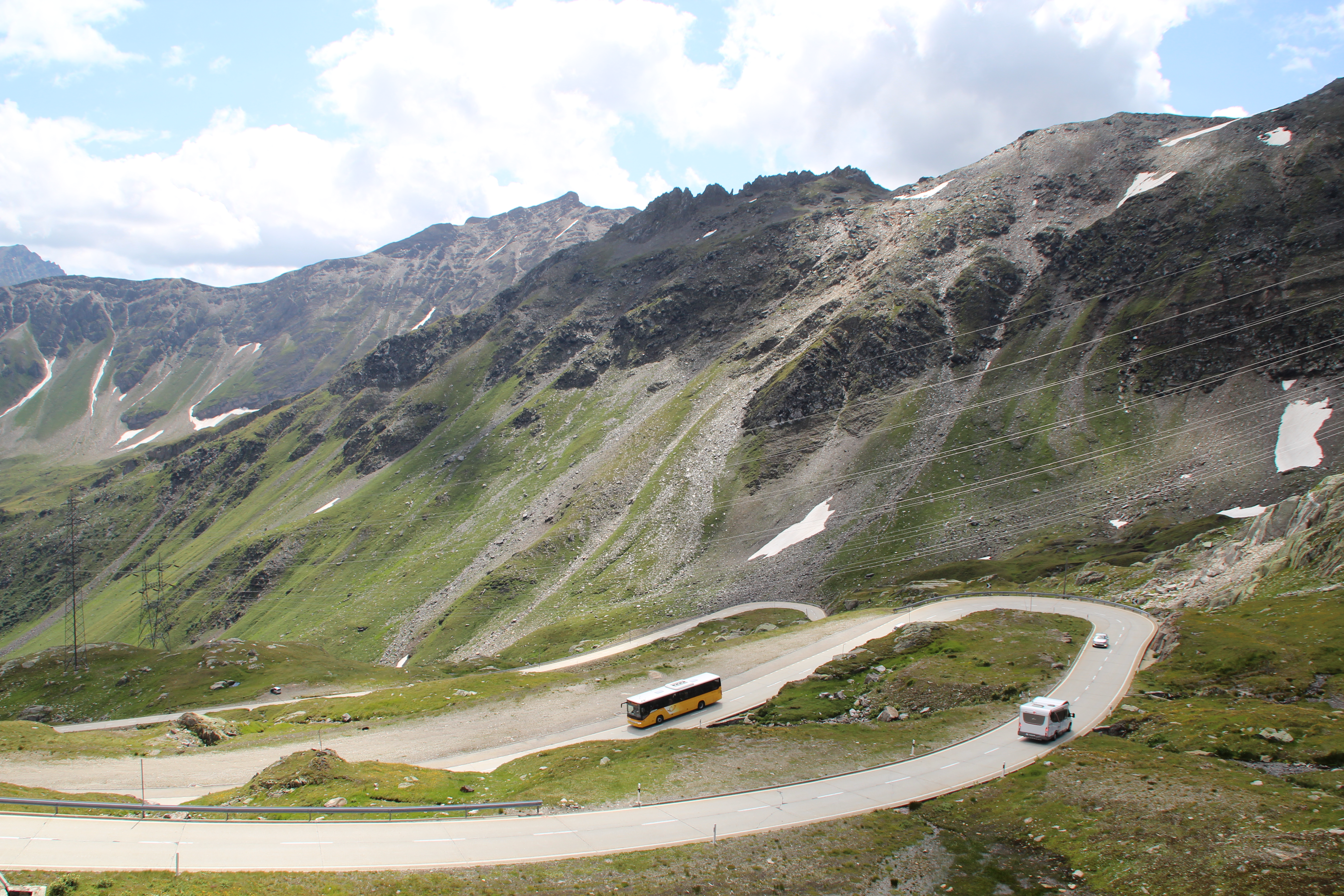
Ostseite des Passes mit Blickrichtung Süden
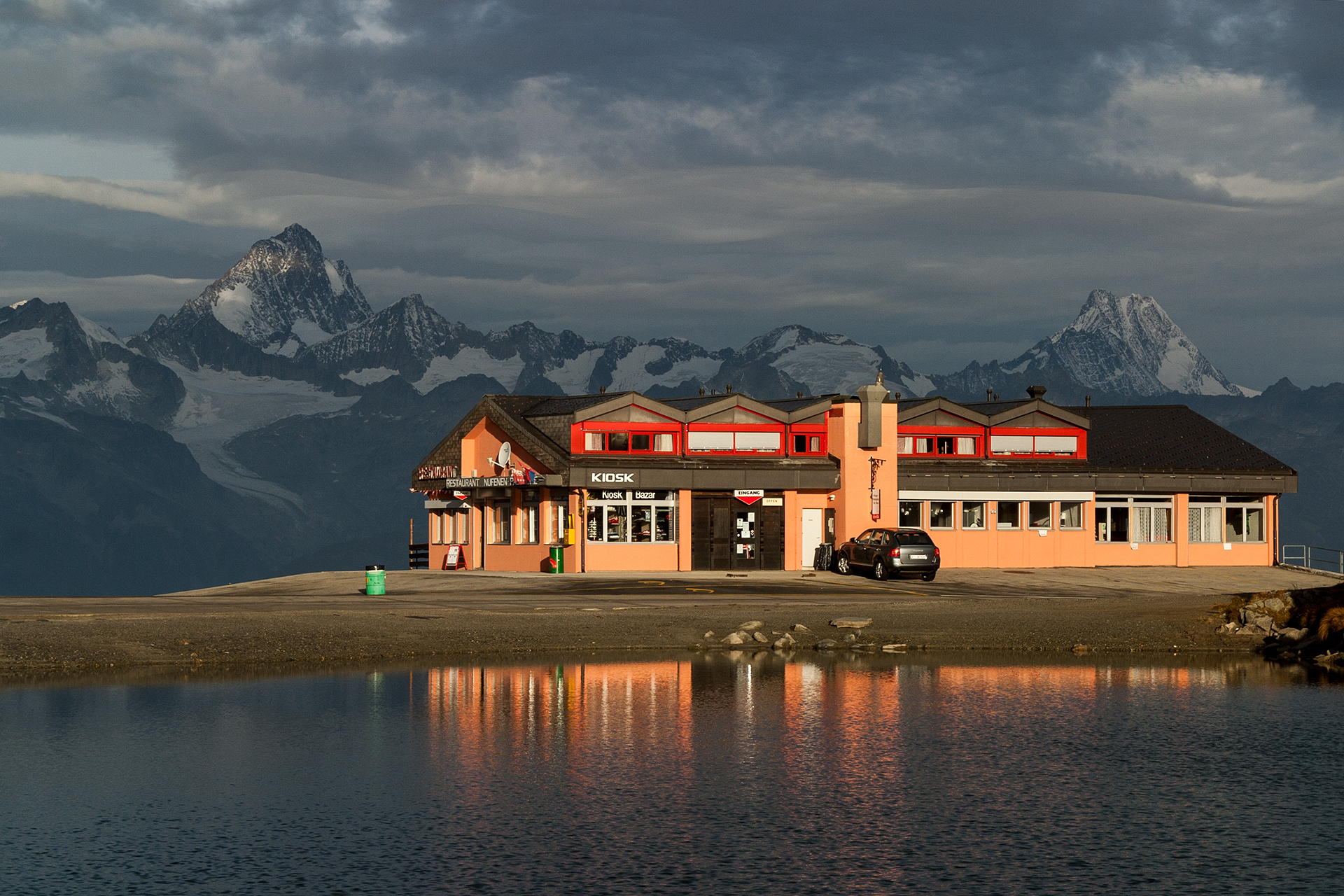
Restaurant
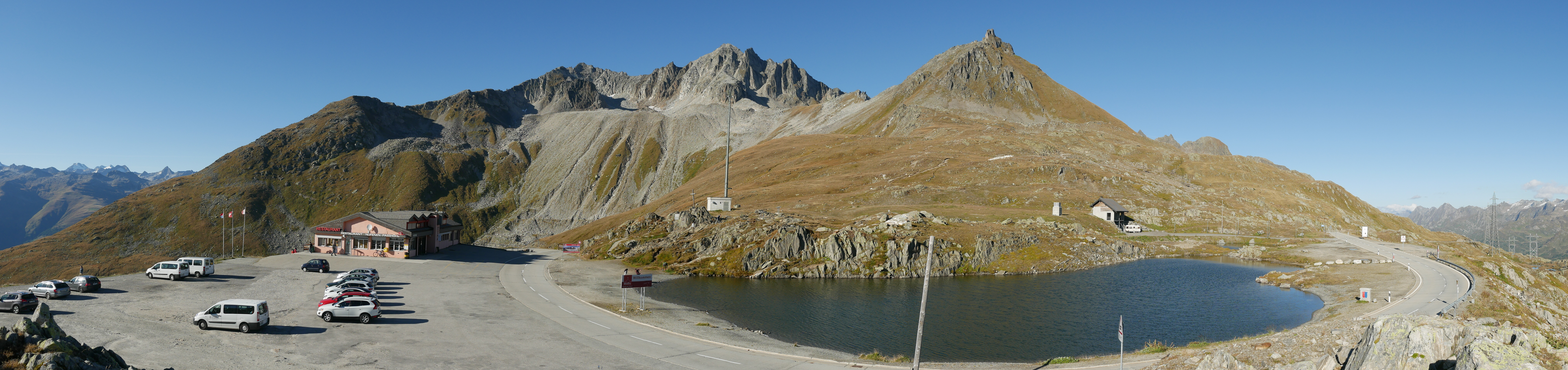
Passhöhe